# Дзежкувек-Новий
Дзежкувек-Новий (пол. Dzierzkówek Nowy) — село в Польщі, у гміні Скаришев Радомського повіту Мазовецького воєводства.
Населення — 151 особа (2011).
У 1975-1998 роках село належало до Радомського воєводства.

## Демографія
Демографічна структура станом на 31 березня 2011 року:
|          | Загалом | Допрацездатний вік | Працездатний вік | Постпрацездатний вік |
| -------- | ------- | ------------------ | ---------------- | -------------------- |
| Чоловіки | 84      | 20                 | 56               | 8                    |
| Жінки    | 67      | 13                 | 36               | 18                   |
| Разом    | 151     | 33                 | 92               | 26                   |